# قسم فولاد لوي الشمالي الريفي (مقاطعة أردبيل)
قسم فولاد لوي الشمالي الريفي (بالفارسية: دهستان فولادلوی شمالی) هي قسم تقع في إيران في ناحية هير. يقدر عدد سكانها بـ 9,263 نسمة .